# Bakus historia

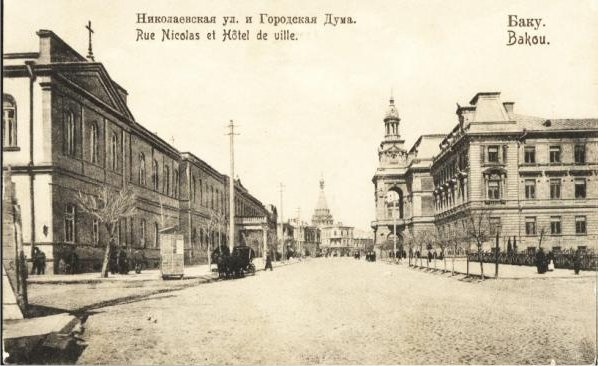
Foto från gamla staden i Baku, fotot är taget innan 1917.

Bakus historia sträcker sig från tidig stenålder till idag då staden är huvudstad i Azerbajdzjan. Det finns tydliga spår av människor från bronsåldern i området kring staden, något som tyder på tidig bebyggelse. Bakus historia fram till 900-talet är relativt okänd, det är först under den senare medeltiden och framåt som det finns dokumenterade händelser såsom safavidernas belägring av staden 1501. 1813 föll staden under ryskt styre. Under första världskriget producerade Baku totalt 28 683 000 ton olja. Azerbajdzjan blev senare även en sovjetrepublik, fram till Sovjetunionens kollaps 1991, med Baku som huvudstad, något som inte ändrades efteråt heller.

## Etymologi
En förklaring till namnet Baku är att det kommer från det persiska ordet Bagavan som kan översättas med "Guds stad". En annan folketymologisk förklaring är att det kommer från att annat persiskt ord, Bādkube som betyder "Staden där vindarna blåser", eftersom det blåser mycket i Baku. Dock uppfanns inte ordet Bādkube förrän på 1500- och 1600-talet och det moderna Baku grundades innan 400-talet e.Kr.

### Engelsk litteratur
- Alstadt, Audrey L. The Azerbaijani Bourgeoisie and the Cultural-Enlightenment Movement in Baku: First Steps Toward Nationalism.
- Henry, James Dodds. Baku: An Eventful History. A. Constable & Co., ltd., 1905.

### Azerbajdzjansk litteratur
- Sarabski, Hüseynqulu. Köhnə Bakı. Bakı, 1958.

### Rysk litteratur
- Манаф Сулейманов. Дни минувшие.
- Ашурбейли, Сара. История города Баку. Период средневековья. Б., Азернешр, 1992.
- Тагиев Ф. А. История города Баку в первой половине XIX века (1806–1859). Б., Элм, 1999.